# Cassegrain (cratère)
Pour les articles homonymes, voir Cassegrain.
Cassegrain est un cratère lunaire situé sur la face cachée de la Lune. Il se trouve au sud-est du grand cratère Lebedev et au nord-est du cratère Priestley (en). L'intérieur de ce cratère a un sol aux teintes relativement sombres, une caractéristique qu'il a en commun avec les autres cratères à l'ouest et au nord-ouest de la Mare Australe. Le sol est de même niveau et sans relief. 
En 1970, l'Union astronomique internationale lui a attribué le nom de Cassegrain en l'honneur du physicien français Laurent Cassegrain, inventeur du télescope de type Cassegrain.
Par convention, les cratères satellites sont identifiés sur les cartes lunaires en plaçant la lettre sur le côté du point central du cratère qui est le plus proche de Cassegrain.
| Cassegrain | Latitude | Longitude | Diamètre |
| ---------- | -------- | --------- | -------- |
| B          | 49.0° S  | 114.0° E  | 39 km    |
| H          | 53.1° S  | 115.6° E  | 28 km    |
| K          | 55.0° S  | 113.5° E  | 17 km    |